# День кремової булочки
Боллудагур, або «День кремової булочки», — це пов’язане з  Фастелавном свято в Ісландії, яке є карнавальною традицією перед Великим постом, відзначаємим у скандинавських країнах. Боллудагур святкується в Масляний понеділок; наступні дні — Sprengidagur (у Масляний вівторок) і Öskudagur (Попільна середа).   
Свято походить з лютеранських країн, зокрема Данії та Норвегії, і було принесене до Ісландії в 19 столітті. У середині 20-го століття він став більш ісландським і діти почали прикрашати паличку кольоровим папером і бити нею своїх батьків, вимагаючи булочок («болла, болла, болла!»). Натомість батьки дарують дітям кремові булочки. Енциклопедія святкування Великодня в усьому світі припускає, що ця традиція може бути заснована на початку Великого посту підчас католицького літургійного елемента служби, коли священик за допомогою жезла окропляв паству святою водою.

Булочки за смаком солодкі та кремові. Мають всередині начинку крем та джем. Булочки политі шоколадом. 